# 워털루 다리 (모네)

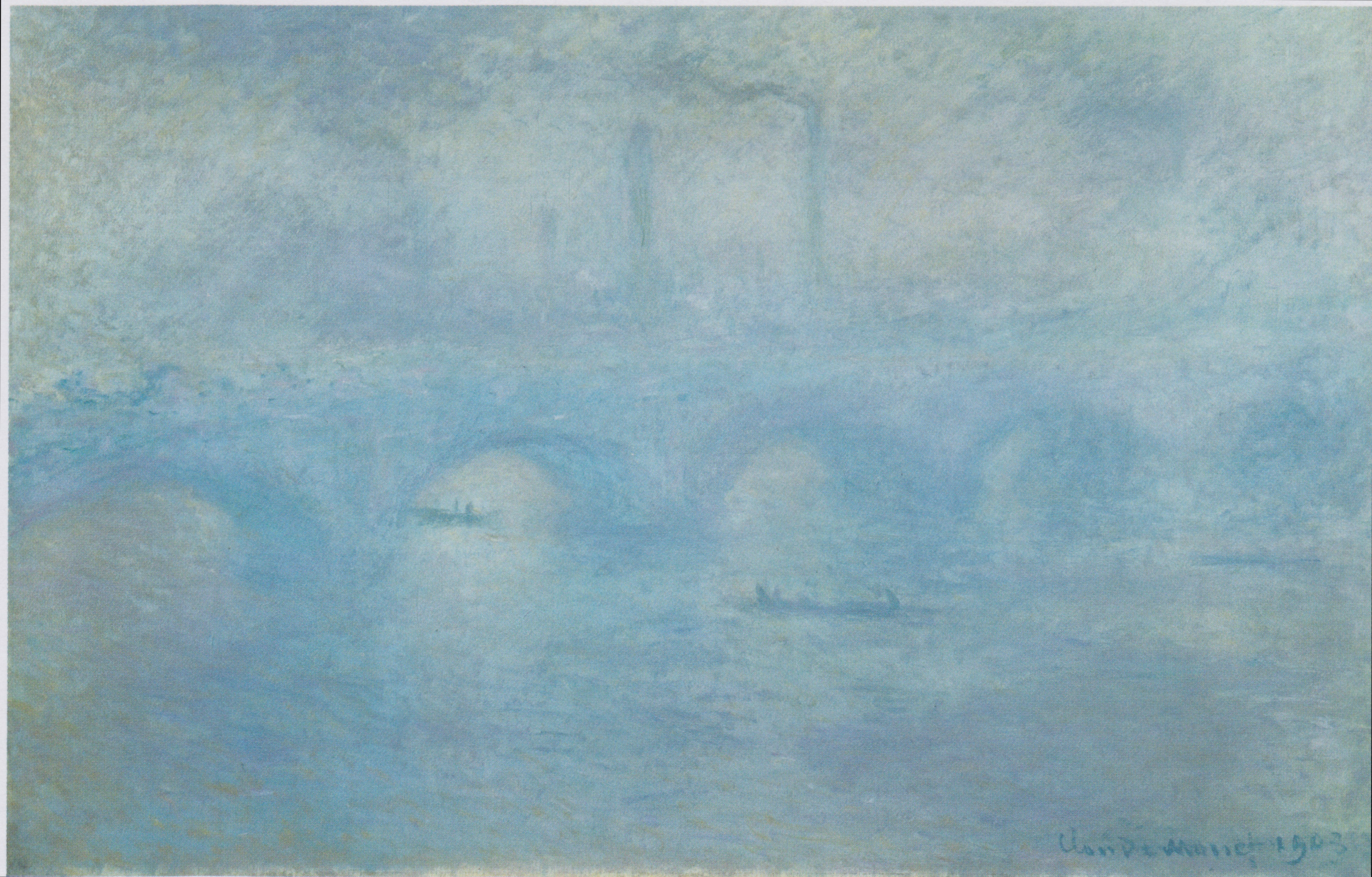
〈워털루 다리, 안개 효과〉(러시아 에르미타시 박물관 소장본)

워털루 다리(프랑스어: Le Pont de Waterloo)는 프랑스의 인상파 화가 클로드 모네가 영국 런던의 워털루교를 소재로 그린 41점의 유화 연작으로, 1900년부터 1904년까지 그렸다. 모네 본인이 런던에 머물면서 그린 채링크로스 다리 연작, 국회의사당 연작과 함께 '런던 연작'으로 묶인다.

## 배경
보불전쟁으로 망명 생활을 하던 모네는 1870년 처음으로 영국 런던을 방문하였다. 모네는 런던에 매료되어 언젠가는 다시 이곳을 방문하겠다고 다짐하였다. 모네가 특히 매혹되었던 것은 안개가 자욱한 가운데 급격히 발전하는 산업 혁명의 도시의 면모였다. 그러나 학계에서는 모네처럼 런던의 대기와 그로 인한 효과에 매료되었던 동시대 화가, 윌리엄 터너와 제임스 애벗 맥닐 휘슬러의 작품에서도 영감을 받았다는 설이 제기된다. 1899년 모네는 런던을 다시 찾아 사보이 호텔에 방을 잡았다. 이곳은 런던의 드넓은 풍경을 한눈에 조망할 수 있어 도시 풍경화의 연작을 작업하는 데 안성맞춤이었다.
1899년~1905년 모네는 주기적으로 런던을 방문하여 그림을 그렸다. 템스강을 건너는 워털루교 뿐만 아니라 국회의사당 건물 연작, 채링크로스 다리 연작 등 런던의 명소를 주제로 한 다른 그림도 남겼다. 그림 자체는 전부 런던 현지에서 작업에 들어갔으나, 완성은 프랑스 지베르니의 화실에서 끝마치는 경우가 많았다.

## 작품 목록
| 그림                                                                                      | 제목                                                                            | 날짜                     | 크기                        | 소장처                                                          | 국가       | 도록번호                   |
| ----------------------------------------------------------------------------------------- | ------------------------------------------------------------------------------- | ------------------------ | --------------------------- | --------------------------------------------------------------- | ---------- | -------------------------- |
| 유화 연작                                                                                 |                                                                                 |                          |                             |                                                                 |            |                            |
|                                                                                           | 런던, 워털루 다리 Londres, Waterloo Bridge                                      | 1900년                   | 65 × 93cm                   | 샌타바버라 미술관                                               | 미국       | W 1555                     |
|                                                                                           | 워털루 다리, 흐린 날씨 Waterloo Bridge, temps couvert                           | 1900년                   | 65 × 100cm                  | 더블린 휴레인 시립미술관                                        | 아일랜드   | W 1556                     |
|                                                                                           | 워털루 다리, 흐린 날씨 Waterloo Bridge, temps gris                              | 1900년                   | 65.5 × 92.5cm               | 시카고 미술관                                                   | 미국       | W 1557                     |
|                                                                                           | 워털루 다리, 흐린 날씨 Waterloo Bridge, temps gris                              | 1900년                   | 65 × 100cm                  | 개인 소장                                                       |            | W 1558                     |
|                                                                                           | 워털루 다리, 안개 낀 아침 Waterloo Bridge, matin brumeux                        | 1901년                   | 캔버스에 유채 65.5 × 100cm  | 필라델피아 미술관                                               | 미국       | W 1559                     |
| "Waterloo Bridge, matin brumeux" (1902) de Claude Monet (W1560)                           | 워털루 다리, 안개 낀 아침 Waterloo Bridge, matin brumeux                        | 1902년                   | 65 × 100cm                  | 함부르크 미술관                                                 | 독일       | W 1560                     |
|                                                                                           | 워털루 다리, 흐린 날씨 Waterloo Bridge, temps gris                              | 1901년~1903년            | 65 × 100cm                  | 샬로텐룬 오르드루가르 박물관                                    | 덴마크     | W 1561                     |
| "Waterloo Bridge, Grey Weather" (1903) by Claude Monet - Kunstmuseum Bern (W 1562)        | 워털루 다리, 흐린 날씨 Waterloo Bridge, temps gris                              | 1903년                   | 65 × 101.5cm                | 베른 미술관 코르넬리우스 굴리트 컬렉션                          | 스위스     | W 1562                     |
| "Waterloo Bridge, temps couvert" (1904) de Claude Monet (W 1563)                          | 워털루 다리, 흐린 날씨 Pont de Waterloo, temps couvert                          | 1904년                   | 65 × 100cm                  | 개인 소장 (2007년 크리스티 출품)                                |            | W 1563                     |
|                                                                                           | 워털루 다리, 새벽 Waterloo Bridge, le point du jour                             | 1904년                   | 66 × 102cm                  | 워싱턴 D.C. 내셔널 갤러리 오브 아트 폴 멜런 부부 컬렉션         | 미국       | W 1564                     |
|                                                                                           | 워털루 다리, 태양 효과 Waterloo Bridge, effet de soleil                         | 1903년                   | 63.5 × 98.5cm               | 덴버 미술관                                                     | 미국       | W 1565                     |
|                                                                                           | 워털루 다리, 연기 속 태양 효과 Waterloo Bridge, effet de soleil avec fumées     | 1903년                   | 65 × 100cm                  | 메릴랜드주 볼티모어 미술관                                      | 미국       | W 1566                     |
|                                                                                           | 워털루 다리, 햇빛 효과 Pont de Waterloo, Effet de lumière du soleil             | 1903년                   | 73 × 98cm                   | 위스콘신주 밀워키 미술관                                        | 미국       | W 1567                     |
|                                                                                           | 워털루 다리 Waterloo Bridge                                                     | 1903년                   | 65 × 92cm                   | 매사추세츠주 우스터 미술관                                      | 미국       | W 1568                     |
|                                                                                           | 워털루 다리, 흐린 날씨 Waterloo Bridge, temps gris                              | 1903년                   | 65 × 100cm                  | 워싱턴 D.C. 내셔널 갤러리 오브 아트 체스터 데일 컬렉션          | 미국       | W 1569                     |
|                                                                                           | 워털루 다리, 흐린 날씨, 연기 Waterloo Bridge, temps gris, fumées                | 1904년                   | 65 × 100cm                  | 개인 소장                                                       |            | W 1570                     |
|                                                                                           | 워털루 다리, 흐린 날씨 Waterloo Bridge, temps gris                              | 1904년                   | 65 × 92cm                   | 개인 소장                                                       |            | W 1571                     |
|                                                                                           | 워털루 다리, 안개 속의 태양 Waterloo Bridge, le soleil dans le brouillard       | 1904년                   | 73 × 92cm                   | 개인 소장                                                       |            | W 1572                     |
|                                                                                           | 워털루 다리, 안개 속의 태양 Waterloo Bridge : soleil dans le brouillard         | 1903년                   | 74 × 100cm                  | 오타와 캐나다 미술관                                            | 캐나다     | W 1573                     |
|                                                                                           | 워털루 다리 Waterloo Bridge                                                     | 1899년~1901년            | 65 × 81cm                   | 개인 소장                                                       |            | W 1574                     |
|                                                                                           | 워털루 다리, 안개 Waterloo Bridge, brouillard                                   | 1899년~1901년            | 65 × 81cm                   | 개인 소장                                                       |            | W 1575                     |
|                                                                                           | 워털루 다리 Waterloo Bridge                                                     | 1899년~1901년            | 73cm                        | 개인 소장                                                       |            | W 1576                     |
|                                                                                           | 워털루 다리, 안개 속의 태양 효과 Waterloo Bridge, effet de soleil dans la brume | 1902년                   | 65 × 92cm                   | 카라카스 현대미술관                                             | 베네수엘라 | W 1577                     |
|                                                                                           | 워털루 다리 Waterloo Bridge                                                     | 1899년~1901년            | 65 × 81cm                   | 가고시마현 기리시마시 마쓰시타 미술관                           | 일본       | W 1578                     |
|                                                                                           | 워털루 다리 Waterloo Bridge                                                     | 1899년~1901년            | 65 × 81cm                   | 개인 소장                                                       |            | W 1579                     |
|                                                                                           | 워털루 다리, 안개 효과 Waterloo Bridge, effet de brouillard                     | 1903년                   | 65 × 101cm                  | 상트페테르부르크 에르미타시 박물관                              | 러시아     | W 1580                     |
|                                                                                           | 워털루 다리 Waterloo Bridge                                                     | 1902년                   | 65 × 100cm                  | 취리히 미술관                                                   | 스위스     | W 1581                     |
|                                                                                           | 워털루 다리, 안개 효과 Waterloo Bridge, effet de brume                          | 1904년                   | 65 × 100cm                  | 개인 소장 (2022년 크리스티 출품)                                |            | W 1582                     |
|                                                                                           | 워털루 다리, 분홍색 효과 Waterloo Bridge, effet rose                            | 1904년                   | 65 × 93cm                   | 워싱턴 D.C. 내셔널 갤러리 오브 아트 폴 멜런 컬렉션              | 미국       | W 1583                     |
|                                                                                           | 워털루 다리 Waterloo Bridge                                                     | 1899년~1901년 (~1903년?) | 65 × 81cm                   | 플로리다주 코럴게이블즈 마이애미 대학교 로 미술관               | 미국       | W 1584                     |
| "Waterloo Bridge" (1899년~1901) Claude Monet (W 1585)                                     | 워털루 다리 Waterloo Bridge                                                     | 1899년~1901년            | 65 × 100cm                  | 개인 소장 (2006년 소더비 출품)                                  |            | W 1585                     |
|                                                                                           | 워털루 다리, 태양 효과 Waterloo Bridge, effet de soleil                         | 1903년                   | 66 × 101cm                  | 시카고 미술관                                                   | 미국       | W 1586                     |
|                                                                                           | 워털루 다리, 태양 효과 Waterloo Bridge, effet de soleil                         | 1903년                   | 65 × 100cm                  | 온타리오주 해밀턴 맥마스터 미술관                               | 캐나다     | W 1587                     |
|                                                                                           | 워털루 다리, 태양 효과 Waterloo Bridge, effet de soleil                         | 1903년                   | 65 × 100cm                  | 피츠버그 카네기 미술관                                          | 미국       | W 1588                     |
|                                                                                           | 워털루 다리, 태양 효과 Waterloo Bridge, effet de soleil                         | 1903년                   | 65 × 100cm                  | 개인 소장                                                       |            | W 1589                     |
|                                                                                           | 워털루 다리, 가려진 태양 Waterloo Bridge, soleil voilé                          | 1903년                   | 65 × 100cm                  | 뉴욕주 로체스터 대학교 기념미술관                               | 미국       | W 1590                     |
| "Waterloo Bridge, soleil voilé" (1903) de Claude Monet (W 1591)                           | 워털루 다리, 가려진 태양 Waterloo Bridge, soleil voilé                          | 1903년                   | 65 × 100cm                  | 개인 소장 (2022년 크리스티 출품 / 폴 G. 앨런 컬렉션 제1부)      |            | W 1591                     |
| "Waterloo Bridge, effet de brouillard" (1903) de Claude Monet (W 1592)                    | 워털루 다리, 안개 효과 Waterloo Bridge, effet de brouillard                     | 1903년                   | 65 × 100cm                  | 개인 소장 (2021년 크리스티 출품)                                |            | W 1592                     |
|                                                                                           | 워털루 다리, 태양 효과 Waterloo Bridge, effet de soleil                         | 1899년~1901년            | 65 × 100cm                  | 에밀 G. 뷔를레 재단 컬렉션(취리히 미술관 대여)                  | 스위스     | W 1593                     |
|                                                                                           | 워털루 다리 Waterloo Bridge                                                     | 1902년                   | 66 × 100cm                  | 도쿄 국립서양미술관                                             | 일본       | W 1594                     |
|                                                                                           | 워털루 다리, 안개 Waterloo Bridge, brouillard                                   | 1903년                   | 65 × 100cm                  | 개인 소장                                                       |            | W 1595                     |
|                                                                                           |                                                                                 |                          |                             |                                                                 |            |                            |
| 파스텔 드로잉                                                                             |                                                                                 |                          |                             |                                                                 |            |                            |
|                                                                                           |                                                                                 |                          |                             |                                                                 |            |                            |
| "Londres, Waterloo Bridge" (1900 ou 1901) pastel de Claude Monet (W P89)                  | 런던, 워털루 다리 Londres, Waterloo Bridge                                      | 1900년~1901년            | 종이에 파스텔 31 × 39cm     | 개인 소장                                                       |            | W P 89                     |
|                                                                                           | 워털루 다리 Waterloo Bridge                                                     | 1900년~1901년            | 종이에 파스텔 31 × 39cm     | 개인 소장                                                       |            | W P 90                     |
|                                                                                           | 워털루 다리 Waterloo Bridge                                                     | 1900년~1901년            | 종이에 파스텔 30 × 46cm     | 개인 소장 (2019년 소더비 출품)                                  |            | W P 91                     |
|                                                                                           | 워털루 다리 Waterloo Bridge                                                     | 1900년~1901년            | 종이에 파스텔 31 × 48cm     | 개인 소장                                                       |            | W P 92                     |
|                                                                                           | 워털루 다리 Waterloo Bridge                                                     | 1900년~1901년            | 종이에 파스텔 30 × 47cm     | 파리 마르모탕 모네 미술관                                       | 프랑스     | W P 93                     |
| "Waterloo Bridge" (1900 ou 1901) pastel de Claude Monet (W P94)                           | 워털루 다리 Waterloo Bridge                                                     | 1900년~1901년            | 종이에 파스텔 32.5 × 49cm   | 개인 소장                                                       |            | W P 94                     |
|                                                                                           | 워털루 다리 Waterloo Bridge                                                     | 1900년~1901년            | 종이에 파스텔 31 × 50cm     | 워싱턴 D.C. 내셔널 갤러리 오브 아트 플로리언 카 재단            | 미국       | W P 95                     |
|                                                                                           | 워털루 다리 Waterloo Bridge                                                     | 1900년~1901년            | 종이에 파스텔 30.5 × 44cm   | 개인 소장                                                       |            | W P 96                     |
|                                                                                           | 워털루 다리 Waterloo Bridge                                                     | 1900년~1901년            | 종이에 파스텔 31 × 47cm     | 개인 소장                                                       |            | W P 97                     |
| "Waterloo Bridge"(1901), pastel on paper, by Claude Monet - von der Heydt-Museum (W P 98) | 워털루 다리 Waterloo Bridge                                                     | 1900년~1901년            | 종이에 파스텔 31 × 48cm     | 부퍼탈 폰 더 하이트 박물관                                      | 독일       | W P 98                     |
| "Waterloo Bridge" (1901) pastel on paper - Claude Monet (W P 99)                          | 워털루 다리 Waterloo Bridge                                                     | 1900년~1901년            | 종이에 파스텔 31.2 × 48.3cm | 개인 소장 (2017년 크리스티 출품)                                |            | W P 99                     |
|                                                                                           | 워털루 다리 / 런던의 워털루 Waterloo Bridge Waterloo à Londres                  | 1899년~1901년            | 종이에 파스텔 31.3 × 48.5cm | 파리 오르세 미술관                                              | 프랑스     | W P 100                    |
|                                                                                           | 워털루 다리 Waterloo Bridge                                                     | 1901년                   | 종이에 파스텔 30.5 × 48cm   | 로테르담 트리톤 재단 컬렉션 (2012년 도난 후 소실된 것으로 추정) | 네덜란드   | W P 101 ·                  |
| "Waterloo Bridge" (1900 ou 1901) pastel de Claude Monet (W P102)                          | 워털루 다리 Waterloo Bridge                                                     | 1900년~1901년            | 종이에 파스텔 37 × 52cm     | 개인 소장                                                       |            | W P 102                    |
|                                                                                           | 워털루 다리, 안개 Waterloo Bridge, brouillard                                   | 1900년~1901년            | 종이에 파스텔 30.5 × 48cm   | 개인 소장 (2014년 소더비 출품)                                  |            | W P 103                    |
|                                                                                           |                                                                                 |                          |                             |                                                                 |            |                            |
|                                                                                           | 워털루 다리, 템스강의 보트 Waterloo Bridge, les barques sur la Tamise           | 1902년                   | 종이에 파스텔 30 × 45cm     | 개인 소장                                                       |            | W P 105 ·                  |
|                                                                                           |                                                                                 |                          |                             |                                                                 |            |                            |
| 카탈로그 개정판에 소개된 파스텔 드로잉                                                    |                                                                                 |                          |                             |                                                                 |            |                            |
|                                                                                           |                                                                                 |                          |                             |                                                                 |            |                            |
| "Waterloo Bridge" (1900년~1901) pastel par Claude Monet                                   | 워털루 다리 Waterloo Bridge                                                     | 1900년/1901년            | 파스텔 ? × ?cm              | 개인 소장                                                       |            | Catalogue raisonné digital |
| "Waterloo Bridge" (1900년~1901) pastel de Claude Monet                                    | 워털루 다리 Waterloo Bridge                                                     | 1900년/1901년            | 종이에 파스텔 31 × 48cm     | 개인 소장                                                       |            | Catalogue raisonné digital |

## 같이 보기
- 클로드 모네의 작품 목록